# Margarita Kolosov
Margarita Kolosov (Potsdam, 11 de marzo de 2004) es una deportista alemana que compite en gimnasia rítmica, en la modalidad individual. Ganó dos medallas de plata en el Campeonato Mundial de Gimnasia Rítmica, en los años 2022 y 2023, ambas en la prueba por equipo.

## Palmarés internacional
| Campeonato Mundial | Campeonato Mundial | Campeonato Mundial | Campeonato Mundial |
| Año                | Lugar              | Medalla            | Prueba             |
| ------------------ | ------------------ | ------------------ | ------------------ |
| 2022               | Sofía (Bulgaria)   | Medalla de plata   | Equipo             |
| 2023               | Valencia (España)  | Medalla de plata   | Equipo             |